# Oxalis variifolia
Oxalis variifolia är en harsyreväxtart som beskrevs av Ernst Gottlieb von Steudel. Oxalis variifolia ingår i släktet oxalisar, och familjen harsyreväxter. Inga underarter finns listade i Catalogue of Life.